# Ludwig Jakob Mehler
Ludwig Jakob Mehler (auch Ludwig Jacob Mehler; geboren 4. Mai 1907 in Berlin; gestorben 10. April 1945 im KZ Bergen-Belsen) war ein deutscher Rabbiner.

## Leben
Ludwig Jakob Mehler wurde als Sohn von Julius Mehler und der deutschen Dichterin und Kinderbuchautorin Frieda Mehler, geb. Sachs, geboren. Während der Inflationszeit holten ihn Verwandte in die USA, wo er zunächst in einer Fabrik arbeitete und dann am Hebrew Union College in Cincinnati studierte. Nach drei Jahren kehrte er nach Deutschland zurück und studierte an der Hochschule für die Wissenschaft des Judentums bei Leo Baeck. Er wurde Jugendrabbiner in Frankfurt am Main.
Er wurde 1934 an die junge liberale Gemeinde  nach Amsterdam berufen. Er stellte ein liberales Gebetbuch zusammen, sein Manuskript über die geschichtliche Entwicklung der Liturgie ging verloren.
1943 wurde er mit seiner Familie in das KZ Westerbork deportiert, 1944 nach Bergen-Belsen, wo er im April 1945, kurz vor der Befreiung der Gefangenen, an den Folgen der unmenschlichen Behandlung 37-jährig starb.